# Hankyoreh
Le Hankyoreh (« une seule nation », coréen : 한겨레, hangyeore) est un quotidien sud-coréen. Sur son site internet, une partie de ses articles sont traduits en anglais.

## Présentation générale
Classé au centre-gauche, le journal Hankyoreh a été fondé en 1988 par des journalistes dissidents, opposants au régime militaire, dans le contexte de libéralisation politique ayant permis la parution de nouveaux titres. Son objectif était de fournir une alternative indépendante, pro-coréenne et orientée à gauche face aux journaux traditionnels (Dong-a Ilbo, Chosun Ilbo) considérés comme aveuglément favorable au monde des affaires et aux États-Unis et opposé à la réunification. Pour souligner sa différence et son patriotisme, il fut le premier quotidien à abandonner complètement l'utilisation de caractères chinois (hanja) et à imprimer les textes horizontalement et non verticalement.
Son tirage s'élève à 500 000 exemplaires. L'équipe du quotidien publie également un hebdomadaire, Hankyoreh 21.

## Un actionnariat original
Le capital du journal est détenu, en 2007, par ses journalistes et plus de 61 600 petits actionnaires, dont aucun ne détient plus de 1 % du capital total, afin de garantir l'indépendance du quotidien.

## Un contrepoids aux quotidiens conservateurs
Dans un paysage médiatique sud-coréen qui reste dominé par les titres conservateurs, le Hankyoreh se distingue par sa ligne éditoriale de centre-gauche. En particulier, il est le seul des grands quotidiens nationaux à soutenir la politique d'ouverture du gouvernement sud-coréen vis-à-vis de la Corée du Nord. Le quotidien a ainsi publié les mémoires de Ri In-mo, ancien prisonnier politique communiste, resté enfermé pendant trente-quatre ans.